# Pepe Córdoba
José García Córdoba, conocido artísticamente como Pepe Córdoba, fue un cantante y compositor español de zarzuela.

## Biografía
Pepe Córdoba nació en la ciudad autónoma de Ceuta, aunque a una temprana edad se trasladó a Málaga, ciudad donde sintó una gran devoción por la música.

## Carrera musical
Su carrera musical empezó en la década de los años 50, durante la que se hizo conocer con canciones como el «Trono cordobés», las zambras «Rosa de amargura», «Fatiguitas he ‘pasao’», «Las farrucas carceleras», «María Soleá» o la zambra-farruca «No quiero penas», estas últimas escritas por el Maestro Castellanos. Además compartió los escenarios con otros reconocidos artistas como Pepe Marchena y La Niña de La Puebla, gran amigo de su hija, Adelfa Soto. A principios de la década de los años 1960, contando con el apoyo del sello discográfico Saef, ha vendido numerosos discos durante su trayectoria artística. Entre los temas musicales de su etapa son la zambra «Ni cariño», ni amistad»; el garrotín «Un laberinto», el pregón «A la mora Maura» o la farruca «Como hermanos».

## Canciones más populares
- De Jerez de la Frontera (Bulerías)
- Si el cariño se contara (Alegrías)
- Los tres olivos (Bulerías)
- Virgencita africana (Milonga)
- Del pueblo de los Molinos (Taranta)
- Fingiendo que me querías (Fandangos)
- Granadinas de la Vega
- El hoyito que tienes (Alegrías)
- Lágrimas de oro y plata (Pasodoble)
- Canción de Rosa Luna (Zambra-farruca)
- ¡Ay, qué amargura! (Zambra-farruca)
- Málaga hermosa (Canción)

## Obras publicadas
- Palos flamencos [1]